# Подляще (Свентокшиське воєводство)
Подляще (пол. Podlaszcze) — село в Польщі, у гміні Єнджеюв Єнджейовського повіту Свентокшиського воєводства.
Населення — 107 осіб (2011).
У 1975-1998 роках село належало до Келецького воєводства.

## Демографія
Демографічна структура на день 31 березня 2011 року:
|          | Загалом | Допрацездатний вік | Працездатний вік | Постпрацездатний вік |
| -------- | ------- | ------------------ | ---------------- | -------------------- |
| Чоловіки | 58      | 15                 | 36               | 7                    |
| Жінки    | 49      | 8                  | 26               | 15                   |
| Разом    | 107     | 23                 | 62               | 22                   |